# Lijst van burgemeesters van Biggekerke
Dit is een lijst van burgemeesters van de voormalige Nederlandse gemeente Biggekerke in de provincie Zeeland; Biggekerke ging op 1 juli 1966 op in de gemeente Valkenisse, die op haar beurt in 1997 opgenomen werd in de gemeente Veere.
| Ambtsperiode                     | Naam burgemeester                  | Leven     | Partij of stroming | Bijzonderheden |
| -------------------------------- | ---------------------------------- | --------- | ------------------ | --- |
| 1810 – 1814                      | mr. Leonard Cornelis van Sonsbeeck | 1781-1831 |                    | nadien burgemeester en wethouder van Middelburg                                                                                               |
| 1814 – 1836                      | H.A. Caljouw                       | 1761-1837 |                    | |
| 20 februari 1837 – 29 april 1853 | Claas Houterman                    | 1782-1856 |                    | |
| 1853 – 27 april 1884             | Jacobus Verhage                    | 1802-1884 |                    | tevens burgemeester van Zoutelande (1846-1884); overleed als burgemeester                                                                     |
| 6 juni 1884 – 6 juni 1914        | Lourus Simonse                     | 1841-1916 |                    | vader van de volgende |
| 24 juni 1914 – december 1945     | Laurus Simonse                     | 1880-1951 |                    | zoon van de vorige |
| 1946 – 1 juli 1966               | Jan Lambertus Dregmans             | 1900-1994 | ARP                | waarnemend sinds 1 oktober 1965; tevens burgemeester van Koudekerke (1935-1942) en (1944-1966); nadien waarnemend in Valkenisse en Mariekerke |